# Parakanchia grisea
Parakanchia grisea är en fjärilsart som beskrevs av George Thomas Bethune-Baker 1908. Parakanchia grisea ingår i släktet Parakanchia och familjen tofsspinnare. Inga underarter finns listade i Catalogue of Life.